# Celumóvil
Celumóvil fue una compañía operadora de telefonía celular de Colombia. Actualmente se llama Colombia Telecomunicaciones S.A. bajo la marca Movistar.

## Historia
Cuando el gobierno colombiano otorgó las licencias de operación para telefonía celular, el 22 de enero de 1994, el país fue dividido en tres zonas de operación: Oriente (incluyendo la capital Bogotá), Occidente (incluyendo a Cali, Pereira y Medellín) y Norte (Incluyendo a Barranquilla y Cartagena). En cada una de ellas se otorgaron dos licencias de operación, una para un operador privado y otra para un operador de capital mixto (público y privado).
Surgieron así tres empresas de capital privado: Celumóvil para la zona oriente, Cocelco para la zona occidente y Celumóvil de la Costa para la zona Norte. El gobierno colombiano, además, creó dos segmentos de espectro electromagnético o bandas. La "A" fue otorgada a las empresas mixtas, mientras que las privadas recibieron las "B". 
Inicialmente, Celumóvil contaba con la participación del Grupo Empresarial Bavaria como principal accionista y Cellular One (ATT) como socio de industria y Cocelco con el grupo Luis Carlos Sarmiento Angulo en asocio con Telefónica de España.
La primera llamada celular en Colombia la originó Celumóvil en Barranquilla el 1 de junio de 1994, conectando a Barranquilla con Bogotá y New York entre el empresario Julio Mario Santo Domingo, Carlos "El Pibe" Valderrama y María Cristina Mejía de Mejía, presidente de Celumóvil. 
A finales de 1994, COMCEL, OCCEL y Celcaribe operaban en la banda "A", mientras que Celumóvil, Cocelco y Celumóvil de la Costa hacían lo propio en la "B", en las regiones oriental, occidental y norte, respectivamente. Con el tiempo, Celumovil y Celumovil de la Costa se unieron en una sola compañía.
BellSouth, en su proceso de expansión en América Latina, adquirió el control accionario de Celumóvil, Celumóvil de la Costa y Cocelco en 1999, cambiando la razón social a Bellsouth. Finalmente, en 2005 BellSouth vendió su participación de los operadores de telefonía celular en Latinoamérica a la multinacional española Telefónica, quien opera bajo la razón social Telefónica Móviles y la marca Movistar.